# 186 г. пр.н.е.
186 (сто осемдесет и шеста) година преди новата ера (пр.н.е.) е година от доюлианския (Помпилийски) римски календар.

## Събития

### В Римската република
- Консули са Спурий Постумий Албин и Квинт Марций Филип.
- Под патронажа на Марк Фулвий Нобилиор в Рим се провеждат за първи път атлетически състезания.[1]
- 5 март – триумф на Гней Манлий Вулзон за победа срещу галатите.[2][3]
- Консулът Постумий разследва твърдения за криминална и неморална дейност разпространяваща се из цял Рим и Италия с култа на Вакханалия, които са му съобщени от младия конник Публий Ебуций и проститутката Хиспала Фециния.[2]
- Сенатът издава декрет (Senatus consultum de Bacchanalibus), с който поставя култа под контрол и забранява участието във вакхански общества или събирането на парични средства за тях. Празнуването на Вакханалията е забранено с изключение на малки обреди и ритуали извършвани със специално разрешение.[2]
- Военни успехи на Гай Калпурний Пизон и Луций Брутий Квинций Криспин при река Тахо.[4]